# Bestiariusz słowiański
Bestiariusz słowiański – zbiór historii o istotach ze słowiańskich legend, mitów, baśni i podań, zebrany i opatrzony w ilustracje przez Witolda Vargasa i  Pawła Zycha. Dotychczas książka ukazała się w trzech wydaniach.

## Informacje ogólne
Książka została wydana przez Wydawnictwo BoSz, odpowiedzialne za serię Legendarz, w której skład wchodzą prace Witolda Vargasa i Pawła Zycha dotyczące mitów i legend, związanych ze słowiańską kulturą (szczególnie polską). Książka pisana jest w formie bestiariusza, na każdą z opisanych istot autorzy poświęcili jedną lub dwie strony. Opisywane stworzenia są wymienione alfabetycznie i przy każdej zamieszczona jest ilustracja ukazująca danego stwora. Przy wszystkich postaciach znajdują się  ich charakterystyki, a przy niektórych krótkie historie i wierzenia z nimi związane. Wydanie z 2018 roku liczy 440 stron.

## Polskie wydania
- Bestiariusz słowiański. Rzecz o skrzatach, wodnikach i rusałkach. Część pierwsza (2012)[4]
- Bestiariusz słowiański. Rzecz o biziach, kadukach i samojadkach. Część druga (2016)
- Bestiariusz słowiański. Część pierwsza i druga. (2018)[2]